# Окситетрахлорид рения
Окситетрахлорид рения — неорганическое соединение, оксосоль металла рения и соляной кислоты с формулой ReOCl4,
коричнево-зелёные кристаллы,
реагирует с водой.

## Получение
- Нагревание смеси хлоридов рения(V) и рения(III) в атмосфере кислорода:

{\displaystyle {\mathsf {ReCl_{5}+ReCl_{3}+O_{2}\ {\xrightarrow {150^{o}C}}\ 2ReOCl_{4}}}}

## Физические свойства
Окситетрахлорид рения образует коричнево-зелёные кристаллы.

## Химические свойства
- Растворяется в соляной кислоте:

{\displaystyle {\mathsf {ReOCl_{4}+2HCl\ {\xrightarrow {}}\ H_{2}[ReOCl_{6}]}}}
- Диспропорционирует в воде:

{\displaystyle {\mathsf {3ReOCl_{4}+9H_{2}O\ {\xrightarrow {}}\ 2HReO_{4}+ReO_{2}*2H_{2}O\downarrow +12HCl}}}
- Термически диссоциирует с выделением порошка рения высокой чистоты:

{\displaystyle {\mathsf {6ReOCl_{4}\ {\xrightarrow {1000-1300^{o}C}}\ 4Re+2ReO_{3}Cl\uparrow +11Cl_{2}\uparrow }}}